# Mont Sheridan
Pour les articles homonymes, voir Sheridan.
Le mont Sheridan (en anglais : Mount Sheridan) est un sommet des montagnes Rocheuses, aux États-Unis. Point culminant des Red Mountains, il culmine à 3 141 mètres d'altitude  dans le comté de Teton, dans l'ouest du Wyoming. Il est protégé au sein du parc national de Yellowstone.